# 北陸地方整備局
北陸地方整備局（ほくりくちほうせいびきょく）は、国土交通省の地方支分部局である地方整備局の一つ。北陸地方のうち、新潟県、富山県、石川県の土木建築行政全般を管轄する。

## 所在地および管轄区域
- 本局所在地：新潟県新潟市中央区美咲町一丁目1番1号 新潟美咲合同庁舎1号館
- 管轄区域[2][3]：新潟県、富山県、石川県
  - 河川関係事務に関しては、荒川水系（新潟県・山形県）に属する河川の流域のうち山形県内の区域[4]、阿賀野川水系に属する河川の流域のうち福島県内の区域[4]、阿賀野川水系及び信濃川水系に属する河川の流域のうち群馬県内の区域[4]、信濃川水系、関川水系及び姫川水系に属する河川の流域のうち長野県内の区域[4]、神通川水系及び庄川水系に属する河川の流域のうち岐阜県内の区域[4]、大聖寺川水系[注 1]に属する河川の流域のうち福井県内の区域[4]についても管轄区域となる。
  - 道路関係事務に関しては、国道289号八十里越の福島県区間[4]および国道8号牛ノ谷道路の福井県区間[4]を含む。
  - 港湾空港関係事務（港湾空港部）に関しては福井県および長野県を含む[3][5]。

## 概要
2001年（平成13年）の中央省庁再編に伴い、旧建設省の「北陸地方建設局」と旧運輸省の「第一港湾建設局」を統合して発足した。発足時は旧北陸地方建設局の25事務所、旧第一港湾建設局の5事務所が北陸地方整備局に引き継がれた。なお、福井県は旧近畿地方建設局の管轄下で再編時も変更されることはなく、近畿地方整備局の管轄となった。

## 組織
- 職員数：約1800人
- 予算：4552億7100万円（一般会計、2020年度）
- 下部機関数：96 - 事務所28、出張所等68（2007年7月1日時点）[6]

## 出先機関
現在の事務所の詳細は、公式サイトの管内各事務所の紹介を参照。
| 名称                                                                   | 区分              | 管轄区域・施設                                                                   | 所在地               |
| ---------------------------------------------------------------------- | ----------------- | -------------------------------------------------------------------------------- | -------------------- |
| 高田河川国道事務所                                                     | 河川              | 関川 姫川                                                                        | 新潟県上越市         |
| 高田河川国道事務所                                                     | 道路              | 国道8号 国道18号 国道253号(上越三和道路)                                         | 新潟県上越市         |
| 羽越河川国道事務所                                                     | 河川              | 荒川                                                                             | 新潟県村上市         |
| 羽越河川国道事務所                                                     | ダム管理          | 大石ダム 横川ダム                                                                | 新潟県村上市         |
| 羽越河川国道事務所                                                     | 道路              | 国道7号 国道113号日本海東北自動車道                                              | 新潟県村上市         |
| 信濃川河川事務所                                                       | 河川              | 信濃川中流                                                                       | 新潟県長岡市         |
| 信濃川下流河川事務所                                                   | 河川              | 信濃川下流                                                                       | 新潟県新潟市中央区   |
| 信濃川下流河川事務所                                                   | 海岸              | 新潟県新潟北沿岸及び富山湾沿岸                                                   | 新潟県新潟市中央区   |
| 阿賀野川河川事務所                                                     | 河川              | 阿賀野川下流                                                                     | 新潟県新潟市秋葉区   |
| 阿賀野川河川事務所                                                     | 砂防              | 阿賀野川流域                                                                     | 新潟県新潟市秋葉区   |
| 湯沢砂防事務所                                                         | 砂防              | 魚野川、破間川、中津川及び清津川流域                                             | 新潟県南魚沼郡湯沢町 |
| 長岡国道事務所                                                         | 道路              | 国道8号 国道17号 国道116号 国道253号(八箇峠道路・十日町道路) 国道289号(八十里越) | 新潟県長岡市         |
| 新潟国道事務所                                                         | 道路              | 国道7号 国道8号 国道49号 国道113号 国道116号日本海沿岸東北自動車道               | 新潟県新潟市中央区   |
| 富山河川国道事務所                                                     | 河川              | 常願寺川神通川 庄川 小矢部川                                                     | 富山県富山市         |
| 富山河川国道事務所                                                     | 道路              | 国道8号 国道41号 国道156号 国道160号 国道470号                                   | 富山県富山市         |
| 黒部河川事務所                                                         | 河川              | 黒部川                                                                           | 富山県黒部市         |
| 黒部河川事務所                                                         | ダム管理          | 宇奈月ダム                                                                       | 富山県黒部市         |
| 黒部河川事務所                                                         | 砂防              | 黒部川流域                                                                       | 富山県黒部市         |
| 黒部河川事務所                                                         | 海岸              | 富山県富山湾沿岸                                                                 | 富山県黒部市         |
| 立山砂防事務所                                                         | 砂防              | 常願寺川流域                                                                     | 富山県中新川郡立山町 |
| 利賀ダム工事事務所                                                     | ダム建設          | 利賀ダム（利賀川）                                                               | 富山県砺波市         |
| 金沢河川国道事務所                                                     | 河川              | 手取川 梯川                                                                      | 石川県金沢市         |
| 金沢河川国道事務所                                                     | ダム管理          | 手取川ダム（手取川）                                                             | 石川県金沢市         |
| 金沢河川国道事務所                                                     | 砂防              | 手取川流域                                                                       | 石川県金沢市         |
| 金沢河川国道事務所                                                     | 海岸              | 石川県加越沿岸                                                                   | 石川県金沢市         |
| 金沢河川国道事務所                                                     | 道路              | 国道8号 国道157号 国道159号 国道160号 国道470号                                  | 石川県金沢市         |
| 能登復興事務所 令和6年能登半島地震の復旧・復興のため 2024年2月16日設置 | 河川              | 河原田川                                                                         | 石川県七尾市         |
| 能登復興事務所 令和6年能登半島地震の復旧・復興のため 2024年2月16日設置 | 砂防              | 河原田川・町野川・国道249号沿岸部                                                | 石川県七尾市         |
| 能登復興事務所 令和6年能登半島地震の復旧・復興のため 2024年2月16日設置 | 海岸              | 宝立正院海岸（復旧）                                                             | 石川県七尾市         |
| 能登復興事務所 令和6年能登半島地震の復旧・復興のため 2024年2月16日設置 | 道路              | 国道249号（復旧） 国道470号（復旧・改築）                                        | 石川県七尾市         |
| 飯豊山系砂防事務所                                                     | 砂防              | 飯豊山系                                                                         | 山形県西置賜郡小国町 |
| 阿賀川河川事務所                                                       | 河川              | 阿賀野川上流(阿賀川)                                                             | 福島県会津若松市     |
| 阿賀川河川事務所                                                       | ダム管理          | 大川ダム（阿賀野川）                                                             | 福島県会津若松市     |
| 千曲川河川事務所                                                       | 河川              | 信濃川上流(千曲川)                                                               | 長野県長野市         |
| 松本砂防事務所                                                         | 砂防              | 犀川、姫川、高瀬川流域                                                           | 長野県松本市         |
| 神通川水系砂防事務所                                                   | 砂防              | 神通川流域                                                                       | 岐阜県飛騨市         |
| 三国川ダム管理所                                                       | ダム管理          | 三国川ダム（三国川）                                                             | 新潟県南魚沼市       |
| 大町ダム管理所                                                         | ダム管理          | 大町ダム（高瀬川）                                                               | 長野県大町市         |
| 北陸技術事務所                                                         | 建設技術          |                                                                                  | 新潟県新潟市西区     |
| 国営越後丘陵公園事務所                                                 | 国営公園管理      | 国営越後丘陵公園                                                                 | 新潟県長岡市         |
| 金沢営繕事務所                                                         | 官庁営繕          | 富山県 石川県                                                                    | 石川県金沢市         |
| 新潟港湾・空港整備事務所                                               | 港湾整備 空港整備 | 新潟空港 新潟西港 新潟東港 直江津港                                              | 新潟県新潟市中央区   |
| 伏木富山港湾事務所                                                     | 港湾整備          | 伏木富山港                                                                       | 富山県富山市         |
| 金沢港湾・空港整備事務所                                               | 港湾整備 空港整備 | 小松空港 金沢港 七尾港 輪島港                                                    | 石川県金沢市         |
| 敦賀港湾事務所                                                         | 港湾整備          | 福井港 敦賀港                                                                    | 福井県敦賀市         |
| 新潟港湾空港技術調査事務所                                             | 港湾空港技術      |                                                                                  | 新潟県新潟市中央区   |

- 廃止組織
  - 清津川ダム調査事務所(2003年(平成15年)3月31日廃止[9])
  - 横川ダム工事事務所(2008年(平成20年)3月31日廃止[10])